# Ahlewiesen
Die Ahlewiesen sind ein Naturschutzgebiet in den Landkreisen Northeim und Holzminden.
Es handelt sich um die Wiesen und den Erlen-Saum am Oberlauf und im Quellbereich des Baches Ahle und seiner Zuflüsse im Solling. Daran grenzen mit Eichen und Buchen bestandene Waldflächen an. Die geschützten Flächen liegen südlich von Neuhaus im Solling an der Bundesstraße 497.
Im Quellbereich der Ahle liegt ein Niedermoor. Im Pflanzenbestand sind Pfeifengräser, Binsen, Wiesenknöterich, Seggen und Röhricht bemerkenswert.
Das Naturschutzgebiet ist 219 ha groß. Es erstreckt sich von der Ahlequelle aus mit einem Abschnitt nach Norden entlang der Dölme, mit einem Teilbereich nach Südosten entlang der Ahle und mit einem kürzeren dritten Abschnitt aus nach Südwesten entlang des Brömsenbornbachs. Der Schutz trat 1994 in Kraft.